# 交響曲 (フォーシェ)
吹奏楽のための交響曲（仏: Symphonie pour Musique d'Harmonie）は、ポール・フォーシェが1926年に発表した楽曲。アメリカで出版された際の題名で交響曲 変ロ長調 (Symphony in B-flat) としても知られる。

## 楽曲
作曲の経緯や初演についての確かな記録は存在しないが、楽器編成などからギャルド・レピュブリケーヌ吹奏楽団のために作曲されたと推定されている。吹奏楽のための交響曲としては20世紀でも特に早いものの一つと考えられる。
「近代のバンドのために書かれた最もすぐれた交響曲のひとつ」と評される。フランスでは出版後ほどなくして演奏されなくなったが、アメリカや日本などでは楽器編成を変更した版が普及し、吹奏楽のための貴重なレパートリーとして取り上げられた。作品のほとんどの部分は19世紀の和声の語法に基づいて書かれており、フランス6人組などの作曲当時の新しいスタイルではなく、カミーユ・サン＝サーンスやヴァンサン・ダンディのような保守的な傾向の作曲家の手法に従っている。

## 出版
作品は1926年、イヴェット・エ・シェフェール社 (Evette & Schaeffer) 傘下のビュッフェ・クランポン出版社 (Éditions Musicales Buffet-Crampon) から楽章ごとに分割して出版された。このとき刊行されたのはパート譜とコンデンススコアのみであり、また作曲者による自筆譜は現存が確認されていない。
のちに、カールトン・カレッジ吹奏楽団 (Symphony Band) の指揮者を務めていた作曲家のジェイムズ・ロバート・ジレット (James Robert Gilette) がこの作品の存在を知り、第1楽章と第4楽章をアメリカ式の吹奏楽編成に合わせて編曲し、1934年にウィットマーク・アンド・サンズ (M. Witmark & Sons) 社から出版した。他の2つの楽章の編曲は、作曲家、編曲家として活動していたフランク・キャンベル＝ワトソン (Frank Campbell-Watson) によって行われ、第3楽章が1948年に、第2楽章が1949年に出版された。
ジレットやキャンベル＝ワトソンによる変更の多くは、原曲に含まれている大量のサクソルン属の楽器を削減するためのものだったが、第2楽章冒頭のクラリネット群による旋律がホルンのソロに変更されているなど編集者の創意による編曲も存在する。1933年1月16日の、カールトン・カレッジ吹奏楽団によるアメリカ初演はジレットが手を加えた形で行われ、以降長年にわたりこの版によって演奏が続けられてきた。1960年の大阪市音楽団による日本初演もこの版に基づいている。
2010年に、新たな校訂による版がフランスのロベール・マルタン社 (Éditions Robert Martin) から出版された。校訂の中心となったのはアルゼンチン出身の指揮者であるミゲル・エチェゴンセライ (Miguel Etchegoncelay) で、楽器編成は1926年版に忠実に再現されている。2011年、フランス国家警察吹奏楽団 (Musique de la Police Nationale) がこの版に基づき、原編成での世界初録音を行った。
1926年版を参照しながら現代の吹奏楽編成を考慮した新しい実用版も、2010年にフェリックス・ハウスヴィルト、2015年にシャノン・カイトリンガー (Shannon M. Kitelinger) によって作成されている。

## 楽器編成
- 1926年版[13]

楽章ごとに分割して出版されたため、各楽章の編成には多少の違いがある。ここでは総編成で記す。
| 木管 | 木管                                   | 金管  | 金管                                    | 弦・打 | 弦・打                                              |
| ---- | -------------------------------------- | ----- | --------------------------------------- | ------ | --------------------------------------------------- |
| Fl.  | 2, Picc.                               | Crnt. | 2, Tp. 3, Bugles 2 Si♭, Petit Bugle Mi♭ | Cb.    | ●                                                   |
| Ob.  | 2, C.A.                                | Hr.   | 2, Altos 3 Mi♭                          | Timp.  | ●                                                   |
| Fg.  | 2                                      | Tbn.  | 4                                       | 他     | Cymbales, Triangle, Grosse Caisse, Tambour, Timbres |
| Cl.  | Solo(div.2), 3, E♭ (div.2), Alto, Bass | Bar.  | 2, Basses 2                             | 他     | Cymbales, Triangle, Grosse Caisse, Tambour, Timbres |
| Sax. | Alt. 2 Ten. 2 Bar. 2                   | Tub.  | Contrebasse Mi♭, Si♭                    | 他     | Cymbales, Triangle, Grosse Caisse, Tambour, Timbres |

- ジレット／キャンベル＝ワトソン版[2]

| 木管 | 木管                              | 金管  | 金管     | 弦・打 | 弦・打                                                |
| ---- | --------------------------------- | ----- | -------- | ------ | ----------------------------------------------------- |
| Fl.  | 2, Picc.                          | Crnt. | 4, Tp. 2 | Cb.    | ●                                                     |
| Ob.  | 2, C.A.                           | Hr.   | 4        | Timp.  | ●                                                     |
| Fg.  | 2                                 | Tbn.  | 4        | 他     | Crash Cymbals, Triangle, Bass Drum, Snare Drum, Bells |
| Cl.  | Solo, 3, E♭, Alto, Bass           | Eup.  | (div.2)  | 他     | Crash Cymbals, Triangle, Bass Drum, Snare Drum, Bells |
| Sax. | Alt. 2 (Sop. 1持替) Ten. 1 Bar. 1 | Tub.  | (div.2)  | 他     | Crash Cymbals, Triangle, Bass Drum, Snare Drum, Bells |

## 構成
伝統的な4楽章構成を採っており、吹奏楽 (Military Band, Wind Band) のための交響曲としては初めての例と考えられる。
- 第1楽章 序曲 (Overture)　Maestoso - Allegro, très décidé. 変ロ長調。序奏を持つソナタ形式。
- 第2楽章 夜想曲 (Nocturne)　Lentement. ト短調（ドリア旋法）。三部形式。
- 第3楽章 スケルツォ (Scherzo) Vif, gai, très léger - Trio, pastoral. 変ロ長調。三部形式。
- 第4楽章 終曲 (Finale - Allegro militaire) Allegro vivace. 変ロ長調。展開部を欠くソナタ形式[14][15]。